# 2008-as szecsuani földrengés
A 2008-as szecsuani földrengés Kína nyugati részén, Szecsuan tartományban történt 2008. május 12-én helyi idő szerint 14:28:04-kor (magyar idő szerint 08:28:04-kor). A földrengés erőssége a Richter-skála szerint 7,8-as volt. Epicentruma Csengtutól, Szecsuan székhelyétől 92 kilométerre nyugat-északnyugati irányban volt, hipocentruma a föld felszíne alatt 26 kilométerrel. A földrengést érezni lehetett Kína távoli pontjain is, Pekingben és Sanghajban is, a város egyes részeit, beleértve a Hong Kong Új Világ Tornyot és Jin Mao Épületét evakuálták. A rengések a környező országokban is érezhetők voltak, Vietnámban, Pakisztánban, Thaiföldön és Mianmarban is.
Az áldozatok számáról viszonylag pontos adatok állnak rendelkezésre, a rengés Mienjangt sújtotta elsődlegesen, itt 21 960 áldozat volt, Ngawában 20 159, Deyangban 17 117, Csengtuban 4276, Guangyuanban körülbelül 4817 ember halt meg. Megközelítőleg 69 000 ember vesztette életét, 368 545 ember megsérült, 18 830 ember eltűnt.